# Новосёлово (Кимрский район)
Новоселово — деревня в Кимрском районе Тверской области России. Входит в состав Ильинского сельского поселения.

## История
В 1966 году указом президиума ВС РСФСР деревня Кобелево переименована в Новоселово.

## Население
| 2010 |
| ---- |
| 0    |